# ولادیمیر مارگاریان
ولادیمیر مارگاریان (ارمنی: Վլադիմիր Մարգարյան)یک بوکسور اهل ارمنستان می‌باشد که در رویداد سبک‌وزن ویژه در بازی‌های المپیک تابستانی ۲۰۱۶ به رقابت پرداخت.